# Молинье, Огюст
Огюст Молинье́ (фр. Auguste Molinier; 30 сентября 1851, Тулуза — 19 мая 1904, Париж) — французский историк и библиограф, преподаватель, научный писатель, издатель.
Образование получил в Национальной школе хартий, которую окончил в 1873 году, после чего учился в Практической школе высших исследований. В 1878 году получил назначение библиотекарем в книгохранилище Мазарини, в 1884 году в Фонтенбло, вскоре после чего перешёл в библиотеку св. Женевьевы (фр. Bibliothèque Sainte-Geneviève), которую возглавил в 1885 году. В 1893 году вернулся в Школу хартий как преподаватель, имел звание профессора и впоследствии опубликовал конспект прочитанных там лекций; параллельно преподавал в Практической школе высших исследований. Считался одним из крупнейших палеографов и историков Средневековья во Франции своего времени, при этом специализировался на истории Лангедока. Скончался после непродолжительной болезни.
Вклад в науку внёс уже своей диссертацией «Catalogue des actes de Simon et d’Amauri de Montfort», ставшей важным источником по истории альбигойцев. Одним из главных его трудов является работа «Les sources de l’histoire de France» (1901—1904, 6 томов; в 1906 году Мари-Луи Полен издал указатель к этой работе), являющаяся фундаментальным трудом по французской историографии. Она охватывает период до Итальянских войн и представляет собой критический обзор французских источников по истории Средних веков и их авторов. Другой важнейшей его работой является «Les obituaires français au moyen âge» (1890). Им были подготовлены критические издания бенедиктинской «Histoire générale du Languedoc» Де Вика и Вэссета (за это издание он получил награду Академии надписей и изящной словесности), хроники Людовика VI авторства Сугерия, научные отредактированные издания «Pensées» (1887—1889) и «Lettres provinciales» (1891) Паскаля, «Obituaires de la province de Sens» (1901—1906, 2 тома). Вместе с братом Эмилем (1857—1906) им было подготовлено издание «Chronique Normande du XIV siécle» (1882).
- Эта статья (раздел) содержит текст, взятый (переведённый) из одиннадцатого издания «Британской энциклопедии», перешедшего в общественное достояние.